# Monolith Productions
Monolith Productions（モノリス・プロダクション）はアメリカ合衆国のワシントン州カークランドにあるコンピュータゲームの開発会社。1994年に設立。主にWindows向けのファーストパーソン・シューティングゲームを手がけていた。
2014年以降は指輪物語を原作としたアクションRPG、シャドウ・オブ・モルドールとその続編を手がけている。
なお2004年にタイム・ワーナー（現：ワーナー・ブラザース・ディスカバリー）のワーナー・ブラザース・エンターテイメント（Warner Bros. Entertainment）に買収されて傘下となっている。
2025年2月、ワーナー・ブラザースが当スタジオを含めた複数の傘下開発スタジオの閉鎖を決定したことが米ブルームバーグを通じて報道される。

## Lithtech Engine
Lithtech Engine（リステック・エンジン）は同社（現在では同社から分割されたTouchdown Entertainment）が開発しているゲームエンジン。

DirectXを推進するマイクロソフトはDirectXに最適化されたゲームエンジンの必要性を考えていた時期があり、このMonolith Productionsと共同開発の形でDirectEngineという名称でゲームエンジンの開発を行っていた（当時このゲームエンジンを採用するマイクロソフトのゲームとして「Riot: Mobile Armor」というゲームも開発されていた）。しかしながら開発の途中でMonolith Productionsが開発途中のゲームエンジンおよびゲームの権利を完全に買収して完成させたものがLithtech Engineである（「Riot: Mobile Armor」も「Shogo: Mobile Armor Division」と名称を改めて1998年に発売された）。
当時すでにQuakeエンジン、Unrealエンジンといった実績のあるゲームエンジンが存在しており、画像の品質などの点で大きく優位な点が存在しなかったため、初期のバージョンでの採用例は多くない。それでもDirectXとの親和性とプログラミングの簡易さからくるゲーム製作の単純化を謳っていた。
Lithtech 2.0以降のバージョン（この際ゲームエンジン開発部門もLithtech Inc.として分割された。さらにTouchdown Entertainmentと会社名が変わっている）では頻繁に改定（2.2、2.3、2.4）が行われている。さらにバージョン2.2から派生したLithtech Talon、Lithtech Triton、MMORPG向けのLithtech Discovery、根本から大きな改定を行ったLithtech Jupiter、そしてDirectX 9の要素を活用、およびHavok物理エンジンも採用可能となったJupiter Extendedにつながっている。 
なお、日本の会社が製作したゲームではJUNKMETALがLithtech Jupiterを採用している。

## 主な作品
- Claw
- Blood
- Blood II: The Chosen
- Shogo: Mobile Armor Division
- The Operative: No One Lives Forever
- No One Lives Forever 2: A Spy In H.A.R.M.'s Way
- Aliens versus Predator 2
- Tron 2.0
- The Matrix Online
- F.E.A.R.
- Condemned: Criminal Origins
- F.E.A.R.2: Project Origin
- シャドウ・オブ・モルドール